# Зелёный Бор (Тверская область)
Зелёный Бор — посёлок сельского типа в Торопецком районе Тверской области в составе Пожинского сельского поселения.

## География
Расположен на берегу озера Яновище. От города Торопец — 60 км, ближние населённые пункты Наговье, Гуляево, Песчанка.

## История
Основан как посёлок лесхоза в 1951 году.

## Население
Население в 1996 год 47 человек, в 2002 году 16 человек.
| 2010 |
| ---- |
| 9    |